# Édouard Payen
Pour les articles homonymes, voir Payen.
Ne pas confondre avec Édouard Payen (homme politique), député du Loir-et-Cher
Édouard Payen (né le 24 mai 1844 à Écully, où il est décédé le 13 juin 1926), est un industriel français. Il a en particulier contribué au développement de l'industrie de la soie en Europe au XIXe siècle. 

## Biographie
Édouard Payen nait le 24 mai 1844, d'une famille de la grande bourgeoisie lyonnaise, fils de Louis-Antoine Payen et Pierrette-Adrienne-Delphine Belmont. 
Il part en 1862 en Angleterre puis se forme dans la fabrique de Claude-Joseph Bonnet avant d'entrer à son tour dans la maison L. Payen & Cie. La décision ayant été prise de s'approvisionner en soieries en Asie et de monter une usine au Bengale, Édouard est envoyé de 1869 à 1872 pour la diriger. D'autres filatures sont ensuite montées en France, en Italie, en Espagne, et la maison Payen devint ainsi l'une des plus importantes firmes productrices de soies en Europe. 
Édouard est également membre de la Chambre de commerce et d'industrie de Lyon, conseiller municipal d'Écully, vice-consul du Brésil à Lyon. Il meurt en 1926 à Écully. Il a épousé à Lyon le 10 février 1874 Marguerite-Françoise Tresca, dont il a six filles et un fils. L'avenue Édouard-Payen à Écully dans le Rhône porte aujourd'hui son nom.